# Julio Sobrera
Julio Sobrera (nascido em 11 de julho de 1927) é um ex-ciclista uruguaio. Representou o Uruguai em duas provas durante os Jogos Olímpicos de 1952.